# Hôtel du Collectionneur
L’hôtel du Collectionneur est un hôtel de luxe parisien situé aux 51-57, rue de Courcelles, dans le 8e arrondissement de Paris.

## Situation et accès
Le quartier est desservi par la ligne 2 à la station Courcelles.

## Origine du nom
Le nom de l’hôtel est un hommage au véritable hôtel du Collectionneur créé par le décorateur Jacques-Émile Ruhlmann en association avec l’architecte Pierre Patout à l’occasion de l’Exposition des arts décoratifs de 1925,.

## Historique
Ouvert en 2004 par le groupe Hilton, sous le nom d’hôtel Hilton Arc de Triomphe, l’hôtel est repris en 2012 par le groupe familial The Gate Collection.
En 2024, pendant les Jeux olympiques et alors que l’établissement est privatisé par le Comité international olympique, l’hôtel connaît un conflit social entraînant le débrayage d’une partie de ses 250 salariés.

## Description

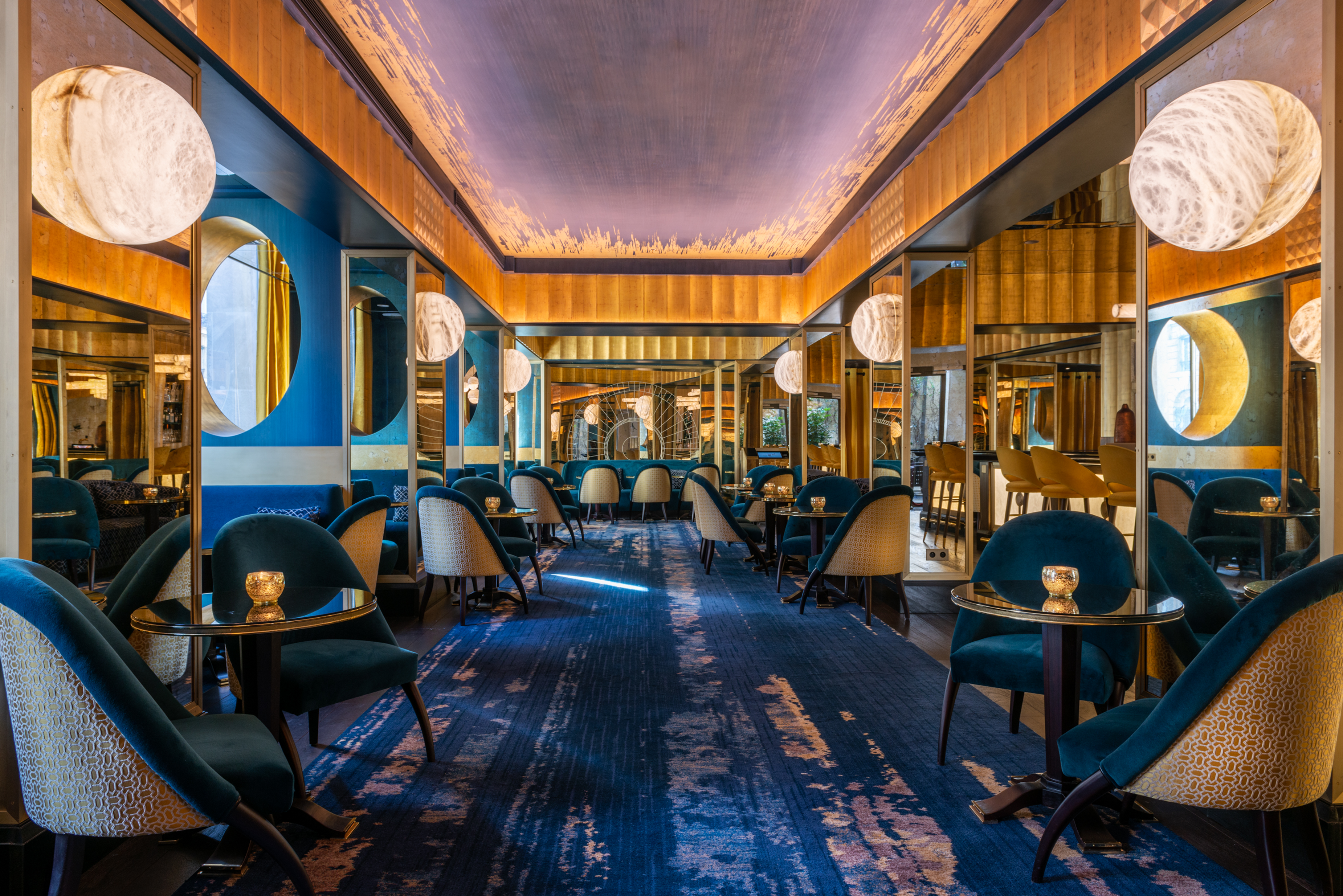
Le bar.

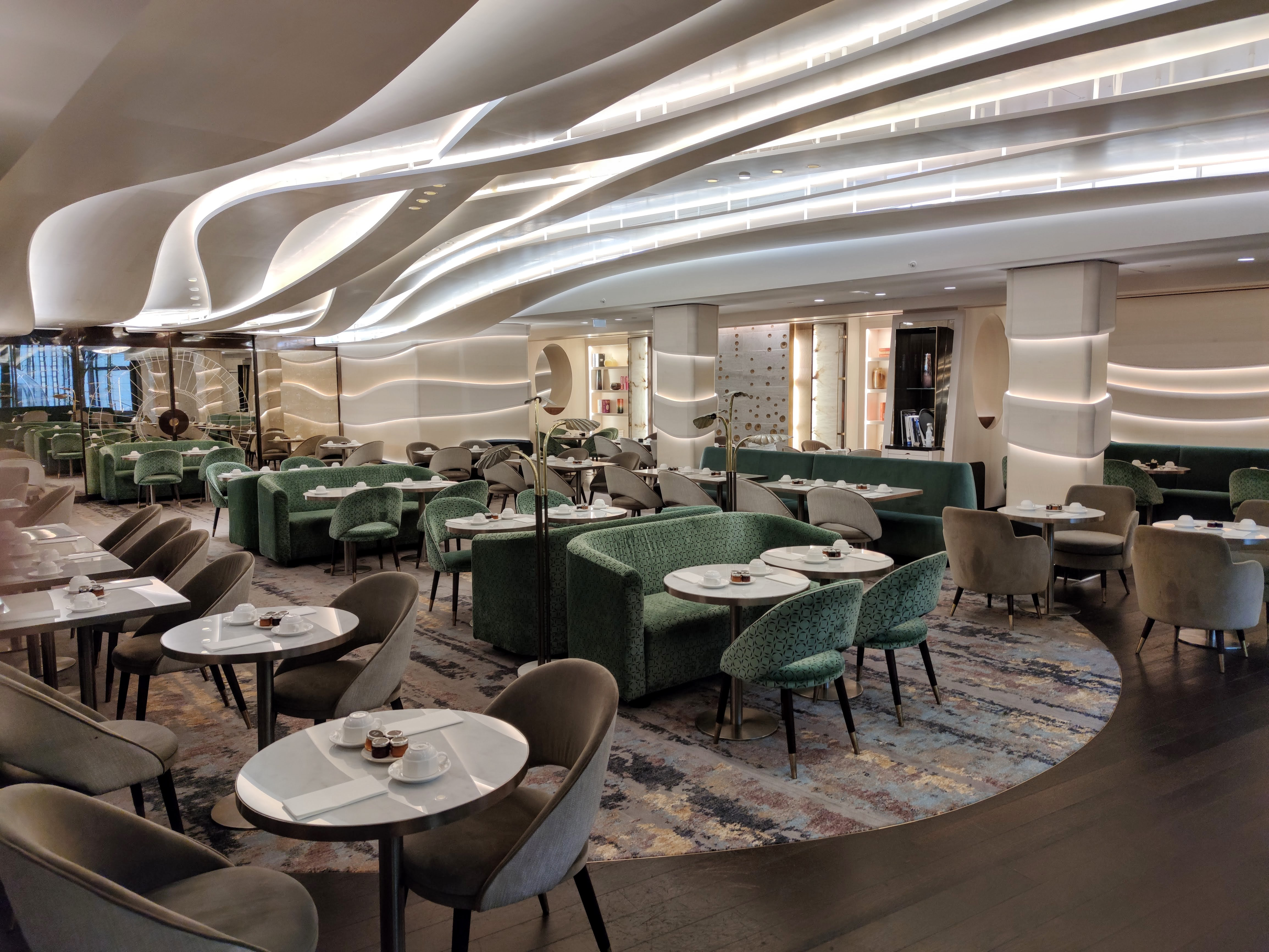
Le restaurant.

Situé à proximité du parc Monceau, l’hôtel est classé 5 étoiles. C’est le plus grand hôtel de cette catégorie à Paris.
Il compte 487 chambres et suites, un restaurant, seize salons et 1 700 m2 d’espaces de réception.
250 personnes y travaillent. 